# Roland Schneider (Japanologe)
Roland Schneider (* 12. Oktober 1939 in Maffersdorf; † 4. August 2007 in Hamburg) war ein deutscher Japanologe.

## Leben
Nach der Promotion (Kōwaka-mai. Sprache und Stil einer mittelalterlichen japanischen Rezitationskunst) am 29. Juli 1968 zum Dr. phil. in Hamburg lehrte er von 1983 bis 2004 als Professor für Japanologie.

## Schriften (Auswahl)
- Kōwaka-Mai. Sprache und Stil einer mittelalterlichen japanischen Rezitationskunst. Hamburg 1968, OCLC 469117032.
- als Herausgeber: Gedichtwettstreit der Berufe. Eine japanische Bildrolle aus der Sieboldiana-Sammlung der Ruhr-Universität Bochum. Edition, Übersetzung und Kommentar. Wiesbaden 1995, ISBN 3-447-03725-3.